# Лебина, Наталия Борисовна
Ната́лия Бори́совна Ле́бина (род. 1948, Ленинград, РСФСР, СССР) — советский и российский историк, доктор исторических наук, профессор. Работала в Северо-западном филиале НИИ культурного и природного наследия имени Д. С. Лихачёва. Известный исследователь истории российской повседневности.

## Биография
Наталия Лебина родилась в Ленинграде в августе 1948 года. Отец — Борис Дмитриевич Лебин (1920—1985) — кандидат юридических наук, сотрудник Ленинградского отделения ИИЕТ АН СССР, инспектор-консультант по кадрам, мать — Екатерина Николаевна Лебина (в девичестве Николаева-Чиркова, 1920—2013).
В 1966 году окончила физико-математическую школу № 38 и поступила на исторический факультет Ленинградского государственного университета имени А. А. Жданова. В 1971 году с отличием окончила вуз и начала обучение в очной аспирантуре Ленинградского отделения Института истории СССР.
Лебина одной из первых начала профессиональное изучение социально-бытовых аспектов прошлого России в контексте истории повседневности. В 1975 году она защитила диссертацию на соискание учёной степени кандидата исторических наук по теме «Фабрично-заводская молодёжь Петрограда в 1921—1923 гг.» (специальность 07.00.02 — история СССР). В 1992 году в Санкт-Петербургском филиале Институте российской истории РАН защитила диссертацию на соискание учёной степени доктора исторических наук по теме «Проблемы социализации рабочей молодёжи Советской России 20-30-х гг.» (специальность 07.00.02 — отечественная история). Официальные оппоненты — доктор исторических наук, старший научный сотрудник Е. К. Боброва, доктор исторических наук, профессор В. А. Зубков и доктор исторических наук, профессор В. В. Калашников. Ведущая организация — Санкт-Петербургский государственный университет.
В 1992 году Н. Б. Лебина стала старшим научным сотрудником Музея истории Санкт-Петербурга.
В 1994 году вместе с исследователями К. Киаэр и Э. Найманом организовала международную научную конференцию «Российская повседневность: новые подходы».
С марта 1995 по сентябрь 2010 года — профессор кафедры истории России и зарубежных стран Санкт-Петербургского университета экономики и финансов. В Университете, кроме основного курса по истории России, читала спецкурс «История российских и советских нравов». Аспирантами под её руководством защищено шесть кандидатских диссертаций.
В 1995 году была приглашена на должность ведущей рубрики «Российская повседневность» в российском национальном историческом журнале «Родина».
В 2006 году была издана книга Н. Б. Лебиной «Энциклопедия банальностей. Советская повседневность: контуры, символы, знаки», которая была высоко оценена специалистами и вошла в десятку лучших на выставке «Нон-фикшн» 2006. Двумя годами позже вышло в свет второе издание книги. В 2015 году новая книга Лебиной «Советская повседневность: нормы и аномалии. От военного коммунизма к большому стилю» вошла в лонг-лист премии «Просветитель».
В 2010 и 2013 годах выступила в качестве ведущего секции и комментатора на международных коллоквиумах «Человек и личность как предмет исторического исследования» и « Маленький человек и большая война в истории России. Середина XIX — середина XX в.» под эгидой Санкт-Петербургского института истории РАН, Университета Ратгерс (США), Европейского университета в Санкт-Петербурге и Голдсмитс Колледжа (Лондонский университет, Англия).
Являлась одним из основных участников ряда международных проектов: Военно-промышленный комплекс СССР. 1995—1997 гг.; Нормы и ценности советской жизни. 1997—1999 гг.; Чужой в городе. 1996—1999 гг.; Советский потребитель. 2000—2005 гг.; Советская повседневность. 2006—2008 гг.; Человек и личность в истории России. Конец XIX—XX век. 2010 г.; Маленький человек и большая война. 2013 г.
В мае 2016 года книга Н. Б. Лебиной «Повседневность эпохи космоса и кукурузы: деструкция большого стиля» (2015) (точное название: «Повседневность эпохи космоса и кукурузы: деструкция большого стиля. Ленинград 1950—1960 гг.») была отмечена медалью Анциферовской премии «За лучшую научно-исследовательскую работу о Петербурге».
В ноябре 2016 года стала финалистом премии Дмитрия Зимина «Просветитель» в номинации «гуманитарные науки» за книгу «Мужчина и женщина: тело, мода, культура. СССР — оттепель.» (2014).

## Научные труды
Автор 158 печатных трудов, в том числе 11 монографий.
Книги
- Рабочая молодежь Ленинграда: Труд и социальный облик, 1921—1925 гг. (1982)
- От поколения к поколению. Историко-социологический портрет молодого ленинградского рабочего (1983)
- Проституция в Петербурге. 40-е гг. XIX в. — 40-е гг. XX в. (1994; в соавт. с М. В. Шкаровским)
- Повседневная жизнь советского города: Нормы и аномалии. 1920-е — 1930-е гг (1999)
- Обыватель и реформы. Картины повседневной жизни горожан в годы НЭПа и хрущевских реформ (2003; в соавт. с А. Н. Чистиковым)
- Энциклопедия банальностей. Советская повседневность: символы, контуры, знаки (2006; 2-е изд. 2008)
- Измозик В. С., Лебина Н. Б. Петербург советский: «новый человек» в старом пространстве, 1920—1930-е годы: (социально-архитектурное микроисторическое исследование). — СПб.: Крига, 2010. — 233 с. ISBN 978-5-901805-46-6
  - 2-е изд., испр. — СПб.: Крига, 2010. — 233 с. ISBN 978-5-901805-62-6 : 1000 экз.
- Мужчина и женщина: тело, мода, культура. СССР — оттепель. (2014; 2-е изд. 2017)
- Повседневность эпохи космоса и кукурузы: деструкция большого стиля (2015)
- Советская повседневность: нормы и аномалии. От военного коммунизма к большому стилю. (2015; 2-е изд. 2016)
- Пассажиры колбасного поезда. Этюды к картине быта российского города: 1917—1991. — М.: Новое литературное обозрение, 2019. 584 с.: ил. (Серия «Культура повседневности»)
- Хрущёвка. Советское и несоветское в пространстве повседневности. — М.: Новое литературное обозрение, 2024. — 424 с. ISBN 978-5-4448-2247-0

Статьи
- Молодёжь страны Советов в 20-е // Вопросы истории. — 1983. — № 8. — С. 77—87.
- Измозик В. С., Лебина Н. Б. Жилищный вопрос в быту ленинградской партийно-советской номенклатуры 1920—1930-х годов // Вопросы истории. — 2001. — № 4. — С. 98—110.
- Черно-белая красная свадьба // Теория моды. Одежда. Тело. Культура · 2014. — Вып. 32. — С. 213—232.